# Набире
Наби́ре (индон. Nabire) — населенный пункт в Индонезии, административный центр провинции Центральное Папуа. Не имеет статуса города, с административной точки зрения является районом — дистриком. Является вторым по величине населенным пунктом провинции: по данным переписи 2021 года здесь проживает 101 645 человек. По данным Центрального статистического агентства Индонезии, жители района Набире различаются по религиозному признаку — процент христиан в Набире 61,45 %, из которых протестанты 48,65 % и католики 12,80 %. Большинство остальных — мусульмане, а именно 38,20 %, а некоторые — индуисты 0,21 % и буддисты 0,14 %. Набире обслуживается аэропортом Доу Атуруре. Город расположен на северном побережье острова в заливе Чендравасих.